# ジェームズ・パーキンソン
ジェームズ・パーキンソン（James Parkinson、1755年4月11日 - 1824年12月21日） はイギリスの外科医、薬剤師、地質学者、古生物学者、政治活動家であり、1817年の研究『振戦麻痺に関するエッセイ』で最もよく知られている人物。彼は、のちにフランスの医師であるジャン＝マルタン・シャルコーによって「パーキンソン病」と改名されるその一大症状である「振戦麻痺」について、このとき世界で初めて書いた。

## 若齢期
ジェームズ・パーキンソンは、イギリスのロンドン市内にあるショーディッチで生まれた。彼は、ロンドン市内のホクストン・スクエアで薬剤師と外科医として開業をしていたジョン・パーキンソンの息子。彼は5人兄弟の一番上で、下には弟のウィリアム、妹のマリーセジウィックらがいた。1784年、パーキンソンは「シティ・オブ・ロンドン・コーポレーション」 より外科医として承認された。
1783年5月21日、彼はメアリー・デイルと結婚。8人の子どもを授かったが、うち2人の子どもを幼児期に失った。彼は結婚してすぐに、外科医として成功を収めていた彼の父親のもとに移り住み、祖父の代から続く医師を受け継いだ。住居は、ロンドン市内のホクストン・スクエア1番地。彼は医師にも速記が必要だと考えており、得意分野でもあったと言われている。

## 政治活動
彼の栄えある医業の功績に加えて、パーキンソンは日々の政治活動だけではなく、地質学と古生物学にも熱心な関心を抱いていた。
パーキンソンは、恵まれない人々にとっては力強い擁護者であり、ウィリアム・ピット政権に対しては辛口な批評家でもあった。彼が様々な面で社会的な革命のために熱心なあまり、彼の初期のキャリアはマークされ、一部の歴史家等は彼がフランス革命の強力な支持者であったと捉えている。イギリスが政治的に混沌としていた時期、彼はほぼ20冊の政治的なパンフレットをポスト・フランス革命の終止符において発表した。彼自身の名前と彼のペンネーム「オールド・ヒューバート」を使用し、彼は急進的な社会的な改革と普通選挙権を要求した。
パーキンソンは、庶民院の人々への陳情・抗議、定期的な年会の開会の制定、普通選挙権を求めた。 彼は「ロンドン・コレスポンディング・ソサエティ」、「憲法情報社会」を含むいくつかの秘密政治結社の一員だった。彼が組織に加わった1794年には、ウィリアム・ピット首相(当時)と枢密院が国王のジョージ3世を暗殺しようとするでっち上げによる陰謀が発覚し、彼は調査を受けた。 彼はこのでっち上げによる陰謀について何ら関与しておらず証言を断った。この計画は、ポップガンから発射された毒入りの矢を使用しており、王様の支配を早期に終わらせようとするものだった。パーキンソンに対する告訴は一度も行われていないが、数人の友人が無罪とされる前に何か月も刑務所に入れられ衰弱していた。

## 医学

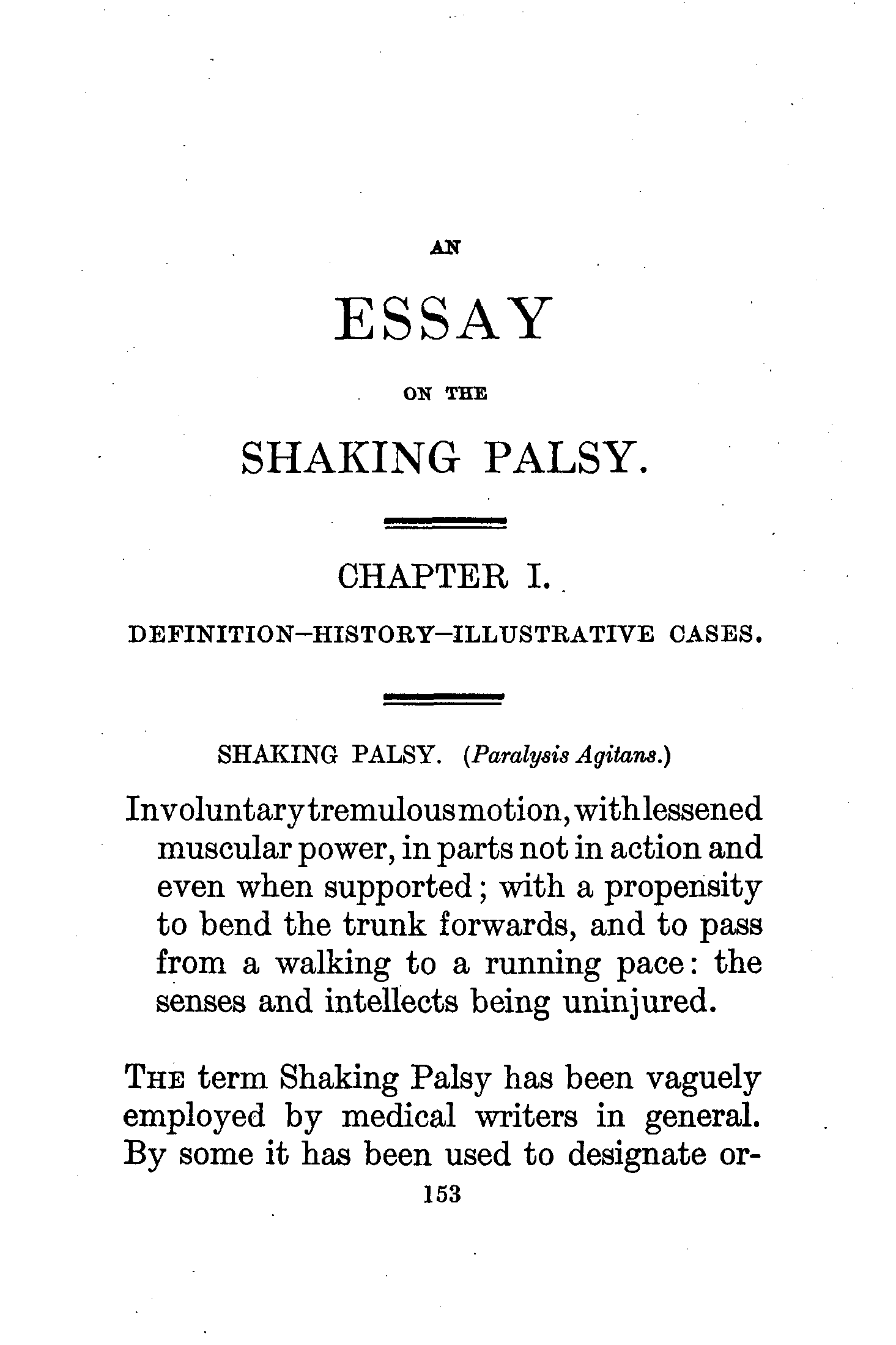
パーキンソンが書いた『振戦麻痺に関するエッセイ』の最初のページ

パーキンソンは彼の荒波のような政治活動歴に背をそむけるかのように、1799～1807年、そして1805年に痛風に対する効果を含むいくつかの医学論文を発表した。また、彼は穿孔した虫垂炎に関する初期の著作に対しても責任があった。
パーキンソンが興味を示していたのは、一般の人々の健康と幸せの改善にあった。そのため、彼は数多くの医学の教えを書き、政治的な行動主義に基づき立ち上がった人々についての健康と福祉についても著した。加えて、彼は精神障害者（彼らの医者と家族だけでなく）の法的保護を守る改革運動家でもあった。
1812年、虫垂炎が英語で初めて記述された症例と穿孔が死因であることが示された件で、パーキンソンは彼の息子に力を貸した。

### パーキンソン病
パーキンソンは、6症例の振戦麻痺に関して初めて系統的に記述した人物だ。彼が書いた『振戦麻痺に関するエッセイ』は、彼が診た患者3人と通りで見かけた3人の症状を報告したものだ。そして、彼が言及した振戦麻痺について、のちに彼の名前がその病名として名付けられたのだ。 また、彼は安静時の振戦と、動作時の振戦とを見分けることを可能にした。それから60年の歳月を経て、フランスの医師であるジャン＝マルタン・シャルコーが『パーキンソン病』を再発見した。
パーキンソンは間違っていて、これらの患者の震えは、頸椎の病変によるものであることが分かった。

## 科学

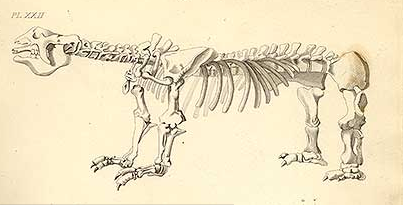
【メガテリウム】パーキンソンが古代に棲息していた生物の化石をイラストにした。巨大なナマケモノの仲間

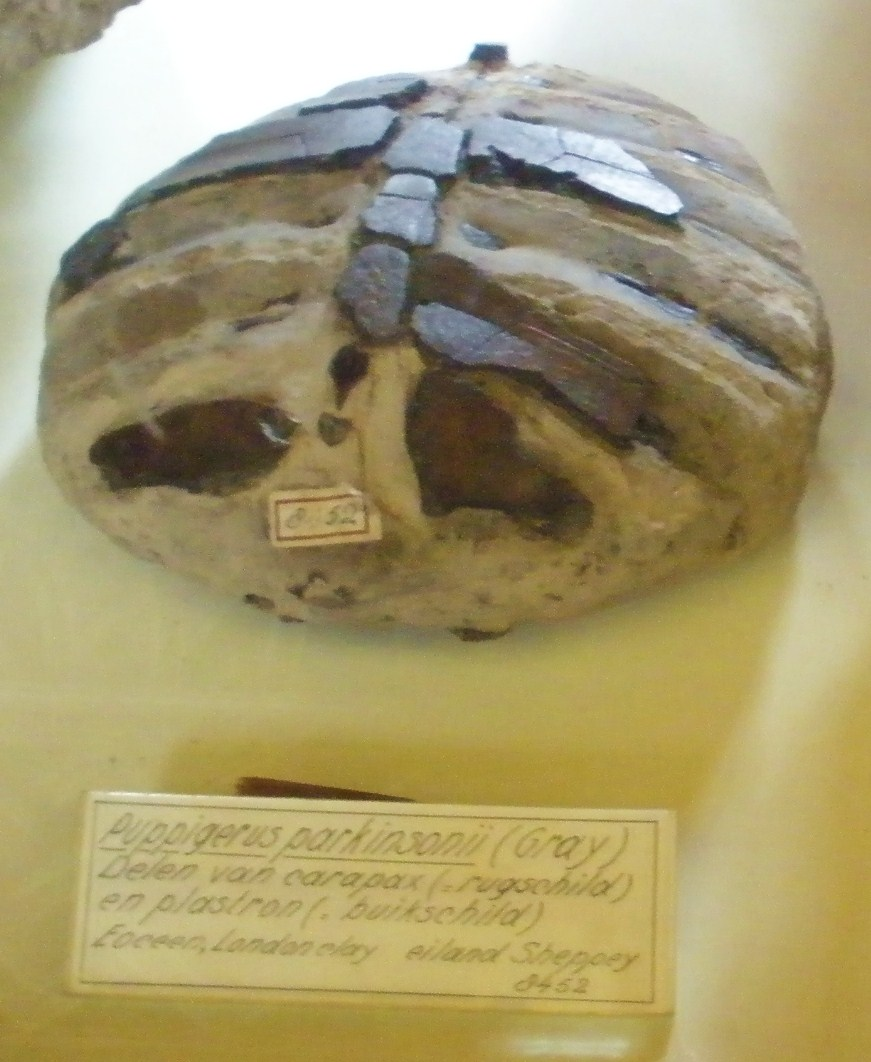
ウミガメの化石【プッピゲルス】英国・シェピー島の ロンドン粘土層 (英語版)で発見。パーキンソンに因んで名付けられた。テイラーズ博物館 所蔵

パーキンソンの関心は、徐々に医学から自然、特に比較的新しい地質学および古生物学の分野に変わっていった。彼は18世紀後半に化石の標本とデッサンを収集し始めた。 彼は子どもたちや友人たちを遠足に連れて行き、植物や動物の化石を集めさせて観察した。化石の同定と解釈についてもっと学ぼうとする彼の試みは、英語で入手可能な文献がないことによって一度は挫折するものの、それを逆手に、彼は自身で化石研究の文書を書いて事態を改善するという決断を下したのであった。
1804年には、最初の著書『古世界における生物の化石』が出版された。ギデオン・マンテルは、これを「化石をよく知ってもらって、科学的にも理解を得られる最初の試み」と称賛した。第2巻は1808年に、第3巻は1811年にそれぞれ出版された。パーキンソンは各巻ともイラストを入れ、娘のエマはいくつかのプレート(岩盤)を着色した。 プレートは後にギデオン・マンテルによって再利用された。 1822年、パーキンソンは、短い解説書『オレクノロジーの概要：生物の化石に関する研究の紹介、特にイギリスの地層に見られるものの概要』を発表した。
パーキンソンは、ウィリアム・ニコルソン (化学者)の『自然哲学、化学、芸術のジャーナル』と、『地質学会の取り組み』の第1巻、第2巻、第5巻にいくつかの論文を寄稿した。また、彼は1822年に１冊の本『オリクトロジーの概要』を上梓した。 オリクトロジーとは、鉱物や化石を含む地球から掘り出されたモノの研究のことだ。1807年11月13日、パーキンソンと他の有名な紳士たちはロンドンのフリーメイソンズ・タバーンで出会った。 この集会には、ハンフリー・デービー、アーサー・エイキン、ジョージ・ベラス・グリーナフのような偉大な人物が含まれていた。 これはロンドン地質協会の最初の会合となった。
パーキンソンは、最近の大規模な大災害によって地球の地質と生物圏が形成されたとの信念に懸念を抱く思想、天変地異説を唱える学校にいた。 彼は、創世記のノアの方舟と大洪水を例に挙げて、創造と絶滅は神の手によって導かれるプロセスであると確信していた。 創世記についての彼の見解は、「1日」が実際にはおそらく数万年にも及ぶ長さであり、相当に長い期間であるというものだった。

## 死と記念碑
彼はスピーチの邪魔をされ、脳卒中となり、その後、1824年12月21日に亡くなった。そして、彼の息子に彼の薬剤師の店を、彼の息子たちと妻にラングソーンにある彼の家を遺贈した。彼の古生物学コレクションは彼の妻に与えられた。そして、それらのほとんどが1827年までに売却されることに。しかしながら、彼の貴重な古生物学コレクションのカタログは、これまでに見つかっていない。なお、彼はショーディッチにある聖レオナルド教会に埋葬されているという。
パーキンソンの日々の暮らしぶりは、聖レオナルド教会（ショーディッチ）内にて石碑に刻まれた。そこでは、彼は会衆のメンバーだった。彼の墓の正確な場所は分かっていない。そして、彼の遺体は地下室か、あるいは教会の境内にあるかもしれないということだ。ホクストン・スクエア1番地の青いプレートは、彼の家の敷地の目印となっている。
いくつかの化石は、彼に因んで名づけられた。しかし、彼の肖像画や写真は存在しない。誤った写真が時々、発表されることがあるが、それは同じ名前の歯科医のものだ。写真撮影の技術が発明される前に、このジェームズ・パーキンソンは亡くなっている。
【世界パーキンソン病の日】：彼が生まれた日である4月11日に毎年開催され、世界各国でさまざまなイベントが行われている。

## 作品
- 街と田舎の友人と医師 (フィラデルフィア1803)